# Станції керування

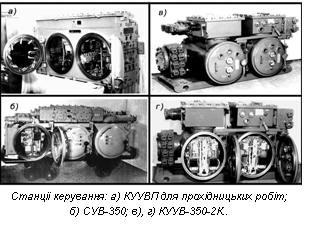

Станції керування (Комплектні пристрої керування) (рос. станции управления (комплектные устройства управления), англ. Control station (factory-assembled control unit); нім. Leitstationen f pl, Steuerstationen f pl (fabrikfertige Steuereinrichtungen)) — вибухозахищені комплектні апарати керування груповими струмоприймачами машин та механізмів технологічних комплексів вугільних шахт: очисних вибоїв, підготовчих виробок, конвеєрних ліній, в тому числі двошвидкісних, тупикових вибоїв.

## Вітчизняні станції керування
Застосування С.к. дозволяє суттєво скоротити час на монтаж розподільчих пристроїв, зменшити габарити та масу, спростити керування комплексами у порівнянні з розподільчими пунктами, виконаними з окремих пускачів та автоматичних вимикачів. Станції виконуються на базі вакуумних контакторів типу КМ17Р33, КМ17Р37, КГ12Р35М та повітряних контакторів типу КТУ-2000, КРМ-250 та блоків захисту і керування, уніфікованих з пускачами, а також мають всі необхідні блокування, які перешкоджають помилковим діям персоналу.
Станції керування видобувними комплексами типу СУВ-350 виробництва Торезького електротехнічного заводу випускаються понад 30 років. Широко застосовуються в шахтах, мають 8 виводів на напругу 660 В і сумарний струм 350 А. Аналогічні станції КУУВК — 500 на напругу 1140/660 В та номінальний струм 500 А випускаються з-дом «Красний металіст» (м. Конотоп). Ці станції забезпечують: дистанційне керування з пульта електродвигунами комплексу; захист відвідних ліній від аварійних режимів (короткого замикання, перевантаження, заклинювання електродвигуна, зниження опору ізоляції) та сигналізацію про спрацьовування захисту; зняття напруги з усього комплексу аварійною кнопкою «Стоп»; перевірку та діагностику основних вузлів станції. Донецький енергозавод випускає С.к. двошвидкісними скребковими конвеєрами типу КУУВК-400. Основною відміною цієї станції є комплексне вирішення питань керування, захисту та автоматизації конвеєра з контролем руху ланцюга, обертання приводної головки конвеєра, температури масла в редукторі, дворівневого захисту електродвигунів, контролю струмів навантаження та інш. Станція виконана в прямокутному корпусі.
Малі С.к. типу КУУВ-400 (міністанції) випускаються дослідно-експериментальним заводом УкрНДІВЕ. Вони мають три виводи, з яких два синхронно-реверсивні і можуть застосовуватися для керування груповими струмоприймачами різних машин та механізмів.

## Закордонні станції керування
За кордоном станції керування застосовуються у більшості випадків. Провідними виробниками є фірми «Apator» та «Hamacher» (Польща), «Bartec» (Німеччина), міжнародні групи «Hansen & Reinders», «Promos+ Befra+Endis» та інш.